# Samir Arzú
Samir Enrique Arzú García (Jutiapa, Honduras; 19 de abril de 1981) es un futbolista hondureño. Juega como delantero y su equipo actual es el Victoria de la Liga de Ascenso de Honduras.

## Clubes
| Club               | País      | Año             |
| ------------------ | --------- | --------------- |
| Real España        | Honduras  | 2001 - 2006     |
| Hispano            | Honduras  | 2006            |
| Real Juventud      | Honduras  | 2007            |
| Atlético Olanchano | Honduras  | 2008            |
| Olimpia            | Honduras  | 2008 - 2009     |
| Correcaminos UAT   | México    | 2009            |
| Victoria           | Honduras  | 2010 - 2011     |
| Shanghái SIPG      | China     | 2012 - 2013     |
| Suchitepéquez      | Guatemala | 2013            |
| Barillas F.C.      | Guatemala | 2014 - 2015     |
| Deportivo Jocotán  | Guatemala | 2015            |
| Victoria           | Honduras  | 2016 - Presente |

## Palmarés

### Campeonatos nacionales
| Título                    | Club          | País     | Año  |
| ------------------------- | ------------- | -------- | ---- |
| Liga Nacional de Honduras | Olimpia       | Honduras | 2009 |
| China League One          | Shanghái SIPG | China    | 2012 |